# Western swing
(Merle Travis)
Il Western swing è un genere musicale assimilato alla musica country ("Country and Western"), originato tra gli anni '30 e '40 del 900 nelle regioni occidentali e meridionali degli Stati Uniti d'America (Texas, Oklahoma e regioni limitrofe), dalle string band di musicisti bianchi che suonavano prevalentemente con strumenti a corde musica dancehall e country primordiale, evolvendo verso le nuove tendenze del jazz, dello swing e persino del blues più viscerale.
Osteggiato dai tradizionalisti del country, a causa delle evidenti influenze "nere", il Western swing ebbe un grande successo in Texas e negli stati del Midwest tra il 1935 e il 1950, cedendo il passo alla voga dell'Honky tonk e dell'Hillbilly-boogie, influenzando non poco la nascita del rock'n'roll "bianco" (basti notare che Elvis Presley e soprattutto Bill Haley, all'inizio delle rispettive carriere si muovevano appunto in ambito Western swing).
Non di rado i complessi Western swing si trasformavano in grosse formazioni simili alle big-band swing, includendo, con scandalo dei conservatori del country, strumenti poco ortodossi, batteria, pianoforte, fiati, chitarre elettriche e lap-steel, contribuendo lentamente alla loro accettazione nel moderno mainstream Country.

## Origini ed evoluzione
Il pioniere per eccellenza di questo genere è il musicista country Bob Wills che, con i The Light Crust Doughboys prima e con i Texas Playboys poi, codificò ufficialmente il genere, tanto da essere in seguito conosciuto con il nome di King of Western Swing. Altri musicisti importanti per la diffusione del genere furono Milton Brown and His Musical Brownies, Hank Penny Radio Cowboys e Spade Cooley and His Orchestra. Tra i gruppi di Western swing contemporanei di spicco, si ricordano gli Asleep at the Wheel, Brain Cloud e The Hot Club of Cowtown. Alcuni musicisti che hanno esordito nell'ambito western-swing, soprattutto chitarristi, sono divenuti reputati e talvolta
famosi come musicisti jazz, ad esempio Charlie Christian e Herb Ellis. Di particolare rilievo nel western-swing è la chitarra lap-steel con uno stile distinto da quello dei pionieri hawaiiani (tra i virtuosi più notevoli : Bob Dunn, Leon McAuliffe, Earl "Joaquin" Murphey, Noel Boggs, Speedy West e Herbie Remington).